# 비호로정
비호로정(일본어: 美幌町)은 일본 홋카이도 오호츠크 종합진흥국 관내에 있는 정이다. 정명은 아이누어의 ‘피포로’(ピポロ, 물이 많고, 커다란 곳)에서 유래한다. 홋카이도(특히 도토 지방)의 정촌 중에서는 희소한 비과소 지역이다. 이는 육상자위대의 주둔지가 있으며, 자연이 풍부하고 강설이나 재해가 적으며 공항이 가까운 이유 등으로 외부 이주자가 많기 때문이다.

## 지리
지형은 평야가 펼쳐지고 아바시리시와 기타미시의 거의 중간에 위치한다. 인구의 약 90%가 반경 3km의 시가지에 집중하는 밀집 도시이다. 인접하는 메만베쓰 공항에서 시가지까지의 이동 시간은 자동차로 10분 정도이다. 국도 4호선, 홋카이도도 6호선과 많은 도로가 모이는 도토 지방의 교통 요충지이다. 일조율이 높고 강우량이 적다. 남부에는 구시로 종합진흥국과 접하는 아칸 국립공원과 비호로 고개가 있다.

## 역사
- 1915년 - 비호로촌, 게네탄베촌, 후루메촌, 갓쿠미촌, 닷코부촌, 폰키킨촌이 합병해 2급 정촌제를 시행하면서 비호로촌이 되었다.
- 1919년 - 갓쿠미촌, 닷코부촌, 폰키킨촌 산하의 3개 오아자(大字)를 쓰베쓰촌(현 쓰베쓰정)으로 분리하였다.
- 1923년 - 1급 정촌제를 시행해 비호로정이 되었다.
- 1934년 - 비호로 고개를 포함한 아칸 일대가 일본의 국립공원으로 지정되었다.

## 경제
농업(밭농사)이 발달해 밀, 감자, 양파, 콩, 당근, 양배추 등을 생산한다. 국도가 집중해 운송업과 건설업이 활발하다. 육상자위대 비호로 주둔지와 일본 덴사이 제당을 포함한 많은 식품 공장이 있기 때문에 관계자나 가족이 대부분 살고 있어 경제 활동에도 많이 영향을 미친다고 여겨진다.

## 교통

### 철도
- 홋카이도 여객철도 세키호쿠 본선

### 도로
- 국도 39호선
- 국도 240호선
- 국도 243호선
- 국도 334호선(일본어판)

## 기후
| 비호로정의 기후                                              | 비호로정의 기후 | 비호로정의 기후 | 비호로정의 기후 | 비호로정의 기후 | 비호로정의 기후 | 비호로정의 기후 | 비호로정의 기후 | 비호로정의 기후 | 비호로정의 기후 | 비호로정의 기후 | 비호로정의 기후 | 비호로정의 기후 | 비호로정의 기후 |
| 월                                                           | 1월             | 2월             | 3월             | 4월             | 5월             | 6월             | 7월             | 8월             | 9월             | 10월            | 11월            | 12월            | 연간            |
| ------------------------------------------------------------ | --------------- | --------------- | --------------- | --------------- | --------------- | --------------- | --------------- | --------------- | --------------- | --------------- | --------------- | --------------- | --------------- |
| 역대 최고 기온 °C (°F)                                       | 8.4 (47.1)      | 10.8 (51.4)     | 17.1 (62.8)     | 31.5 (88.7)     | 37.4 (99.3)     | 37.2 (99.0)     | 37.0 (98.6)     | 36.5 (97.7)     | 33.6 (92.5)     | 26.2 (79.2)     | 21.0 (69.8)     | 15.6 (60.1)     | 37.4 (99.3)     |
| 일평균 최고 기온 °C (°F)                                     | −2.7 (27.1)     | −1.9 (28.6)     | 2.7 (36.9)      | 10.2 (50.4)     | 16.9 (62.4)     | 20.4 (68.7)     | 23.8 (74.8)     | 24.9 (76.8)     | 21.6 (70.9)     | 15.4 (59.7)     | 7.7 (45.9)      | 0.2 (32.4)      | 11.6 (52.9)     |
| 일일 평균 기온 °C (°F)                                       | −8.3 (17.1)     | −7.9 (17.8)     | −2.5 (27.5)     | 4.3 (39.7)      | 10.2 (50.4)     | 14.4 (57.9)     | 18.3 (64.9)     | 19.6 (67.3)     | 15.8 (60.4)     | 9.2 (48.6)      | 2.2 (36.0)      | −5.4 (22.3)     | 5.8 (42.5)      |
| 일평균 최저 기온 °C (°F)                                     | −14.9 (5.2)     | −15.1 (4.8)     | −8.6 (16.5)     | −1.5 (29.3)     | 4.1 (39.4)      | 9.2 (48.6)      | 13.8 (56.8)     | 15.2 (59.4)     | 10.5 (50.9)     | 3.1 (37.6)      | −3.1 (26.4)     | −11.4 (11.5)    | 0.1 (32.2)      |
| 역대 최저 기온 °C (°F)                                       | −30.2 (−22.4)   | −31.2 (−24.2)   | −27.2 (−17.0)   | −15.1 (4.8)     | −5.2 (22.6)     | −1.9 (28.6)     | 2.4 (36.3)      | 5.7 (42.3)      | −0.5 (31.1)     | −5.6 (21.9)     | −17.4 (0.7)     | −23.9 (−11.0)   | −31.2 (−24.2)   |
| 평균 강수량 mm (인치)                                        | 40.2 (1.58)     | 27.4 (1.08)     | 33.1 (1.30)     | 49.3 (1.94)     | 58.5 (2.30)     | 66.4 (2.61)     | 90.9 (3.58)     | 122.1 (4.81)    | 117.5 (4.63)    | 79.8 (3.14)     | 44.8 (1.76)     | 48.4 (1.91)     | 778.6 (30.65)   |
| 평균 강수일수 (≥ 1.0 mm)                                     | 9.5             | 7.5             | 8.5             | 9.7             | 10.1            | 10.5            | 11.2            | 11.2            | 11.4            | 9.6             | 8.8             | 9.2             | 117.2           |
| 평균 월간 일조시간                                           | 116.2           | 131.2           | 163.5           | 168.5           | 177.3           | 164.4           | 158.1           | 157.9           | 155.7           | 158.2           | 131.5           | 125.2           | 1,807.8         |
| 출처: 일본 기상청 (평년값: 1991년~2020년, 극값: 1977년~현재) |                 |                 |                 |                 |                 |                 |                 |                 |                 |                 |                 |                 |                 |